# Бернокки, Антонио
Антонио Бернокки (итал. Antonio Bernocchi, 17 января 1859, Кастелланца, Королевство Италия — 8 декабря 1930, Милан, Италия) — итальянский политик, модельер, предприниматель, меценат, основатель компании Bernocchi. Он был одним из самых известных покровителей Милана.
Бернокки восстановит Milano Scala дважды: в первый раз после Первой мировой войны и во второй раз после Второй мировой войны, так как она была разрушена в результате бомбардировок. Бернокки, любитель искусства, также примет участие в восстановлении Академии и Пинакотеки, которые также пострадали во время бомбардировок Второй мировой войны. Для этого задания он поручит ответственность Пьеро Порталуппи и Гуальтьеро Галманини.
Бернокки был показан в качестве провидца, он создал текстильные конструкции и материалы, отличающиеся от линий традиционной элегантности, от самых инновационных творений, до предметов искусства самого высокого дизайна, которые часто служили источником вдохновения для других дизайнеров предметов и материалов того времени.

## Биография
Родился в Милане, в семье ремесленника по имени Родольфо. В возрасте 16 лет начал превращать кустарное производство одежды в одну из крупнейших компаний во всей Европе значимую для итальянской моды и дизайна.
С 1916 по 1920 год и с 1923 по 1930 год занимал должность главы Гражданской больницы Леньяно, в которой он занимался благотворительностью, а с 1916 по 1924 и с 1927 по 1929 год он был президентом Футбольного клуба Леньяно. Бернокки внес большой вклад в футбольный клуб, что позволило Леньяно участвовать в различных чемпионатах высшей категории.
В 1930 году Антонио Бернокки со своими братьями, Микеле и Андреа, передал муниципалитету Милана пять миллионов лир на строительство здания Международной выставки декоративного искусства и современной архитектуры (известная как La Triennale), которая была открыта в 1933 году. Это здание было позже названо «Палаццо Бернокки».
С 1919 года проводится шоссейная велогонка, названная его именим — Кубок Бернокки.
Умер в 1930 году в Милане.